# Erythrodes bicalcarata
Erythrodes bicalcarata là một loài thực vật có hoa trong họ Lan. Loài này được (R.S.Rogers & C.T.White) W.Kittr. mô tả khoa học đầu tiên năm 1984.